# Jennifer Geerlings-Simons
Pour les articles homonymes, voir Geerlings et Simons.
Jennifer Geerlings-Simons, née le 5 septembre 1953 à Paramaribo, est une femme politique et médecin surinamaise. Présidente de l’Assemblée nationale de 2010 à 2020, elle est présidente de la République depuis le 16 juillet 2025, la première femme à exercer cette fonction.

## Biographie
Jennifer Geerlings-Simons est née à Paramaribo, fille d'un employé militaire civil et d'une infirmière. Elle est l'aînée d'une famille de quatre enfants. Dans sa jeunesse, le Suriname est une colonie néerlandaise.
Elle étudie la médecine à l'université Anton-de-Kom de Paramaribo de 1974 à 1979.

## Activité profession
De 1981 à 2010, elle est médecin généraliste au ministère de la Santé publique. Elle est d'abord médecin de district à Onverwacht puis, à partir de 1982, médecin à l'hôpital de Paramaribo. De 1984 à 2002, elle travaille au département de dermatologie du ministère de la Santé publique. Elle est directrice du Programme national de lutte contre le sida de 1996 à 2001.

## Vie politique

### Activité parlementaire
Jennifer Geerlings-Simons est élue députée du Parti national démocratique (NDP) lors des élections générales de 1996. Dans son parti, elle est membre du comité exécutif principal composé de 17 membres. Durant son mandat de parlementaire, jusqu'en 2010, elle est chef de groupe parlementaire de son parti et participe à diverses commissions parlementaires axées sur la santé et l'introduction des technologies de l'information et de la communication dans l'éducation.
Le 30 juin 2010, lors de la première session suivant les élections législatives du 25 mai, elle est élue présidente de l'Assemblée nationale avec 26 voix sur 51.
Le NDP remporte les élections législatives du 25 mai 2015 en faisant élire 26 des 51 représentants. Jennifer Geerlings-Simons est peu après confirmée dans son poste de présidente de la chambre avec 33 voix. 

### Départ du parlement
Le 26 juin 2020, Jennifer Geerlings-Simons quitte la présidence du Parlement après dix ans à cette fonction. Bien que réélue députée lors des élections législatives du 20 mai 2020, elle renonce à son mandat et quitte le Parlement en tant que députée après 24 ans de présence. 

### Chef du parti
Le 13 juillet 2024, Jennifer Simons est élue pour succéder à Desi Bouterse, fondateur du parti, à la tête du NDP. 
Elle conduit le NDP à la victoire aux élections législatives du 25 mai 2025, où le parti remporte 18 sièges sur les 51 de l'Assemblée. Elle est élue à la présidence de la République le 6 juillet suivant. Âgée de 71 ans, elle devient la première femme élue à cette fonction.

## Vie privée
Jennifer Simons est mariée à Glenn Geerlings et ils ont trois enfants. Leur fils aîné, Edward Geerlings, meurt à l'âge de 33 ans à Paramaribo, le 10 juillet 2015.